# Grotta di San Paterniano
La grotta di San Paterniano si trova a Fano, nelle Marche, più precisamente in un podere di proprietà privata, a fianco della strada che da Caminate porta a Sant'Angelo in Ferriano, a destra del fiume Metauro. La sua denominazione deriva dal ritrovamento, da parte di tre uomini, nel XVIII secolo, di un'iscrizione con inciso il nome di san Paterniano che l'avrebbe abitata, con alcuni suoi compagni, per sfuggire alle persecuzioni contro i cristiani.

## Tradizione e leggenda
Secondo la tradizione un angelo parlò a san Paterniano invitandolo a ritirarsi con i suoi compagni in Egitto, luogo non lontano da Fano a destra del fiume Metauro che oggi corrisponde a Monte S. Angelo, per sfuggire alle persecuzioni di Domiziano e Massimiano (295-305). Il nome "Egitto" fa pensare a due possibili spiegazioni. La prima che questo nome facesse riferimento all'asprezza e all'inaccessibilità del posto, mentre la seconda assume un valore allegorico-mistico, indicando un luogo sia nel quale mettersi in salvo dai pericoli delle persecuzioni e della tirannide sia dove poter pregare in solitudine. Non è possibile sapere se questa località avesse assunto il nome "Egitto" al tempo di san Paterniano o in seguito a ricordare la sua figura. Inoltre non conosciamo la sua datazione, né se fu una catacomba o un'antica cisterna, ma si pensa che fu un magazzino trasformato in seguito in cimitero cristiano. Ciò è confermato dalla non presenza di fosse e le ossa ritrovate risultano risalire ad un'epoca posteriore. In seguito al passaggio di Paterniano e di molti altri santi martiri della chiesa cattolica in questo luogo, la grotta divenne oggetto di culto e venerazione oltre a meta di pellegrinaggi.

## Struttura della grotta
La grotta di San Paterniano presenta la forma di un Tau (T) composto da un corridoio centrale e da due bracci. Il primo misura 18 m e la sua pavimentazione è composta da pietre legate a cemento idraulico, i bracci misurano invece 14 m. Il rifugio ha un'altezza di 3 m, una larghezza di 2,5 m e lo spessore dei muri laterali misura 70 cm. I muri e la volta sono formati da pietre di fiume che non seguono un ordine ben preciso e sono rivestiti da un'incrostatura composta da molata e minuta ghiaia. In mezzo alla volta sono presenti due lucernai utilizzati dai cristiani per scendere nel rifugio tramite delle scalette mobili. A fianco di questi troviamo due spiragli che, a differenza dei lucernai che rimanevano chiusi per maggior sicurezza e protezioni, garantivano il passaggio di aria e luce. La struttura della grotta è stabile ancora oggi dopo XVI secoli dalla sua costruzione.